# Australian Made
 (avril 2024).
Australian Made (fabriqué en Australie, aussi Australian Grown) est une mention apposée sur des produits manufacturés pour renseigner le consommateur sur le lieu de fabrication, l'Australie. Le label est géré par l'agence Australian Made Campaign Limited (AMCL).
Il s'agit du seul label certifiant les produits australiens. Il s'applique à toutes les classes de produits.

## Historique
Le label Australian Made est lancé en 1986 à la suite de la campagne de Bob Hawke pour favoriser la consommation de produits nationaux.
En 1995, l'affaire Bush Friends remet en question la valeur du « fait en Australie » pour les produits importés en pièces détachées et assemblés dans les usines australiennes. Le gouvernement met alors du temps à redéfinir les lignes du Australian Made, une situation tendue vis-à-vis des entreprises qui versent de fortes cotisations annuelles à la Advance Australia Foundation pour le droit d'utiliser le logo du label.
L'ajout de "Australian Grown" (cultivé en Australie) vient en 2007.
En 2016, le label est utilisé par 2 600 entreprises et son logo est affiché sur 16 000 produits. En 2017, le gouvernement introduit un nouveau système associé à Australian Made qui permet de retrouver les composants australiens d'un produit partiellement fabriqué en Australie. En 2020, un nouveau logo est proposé pour le label, une acacia dorée, un concept créatif fortement critiqué par Ken Cato, le designer du logo du label en 1986. Celui-ci est finalement abandonné. Toujours en 2020, le logo est déposé dans l'Union européenne.
En 2024, le Parti travailliste est critiqué pour s'être réapproprié le logo Australia Made pour son programme Future Made in Australia.

### Filmographie
- Spot TV Australian Made (2004)
- Spot TV Australian Made (2021)